# Formação Raritana

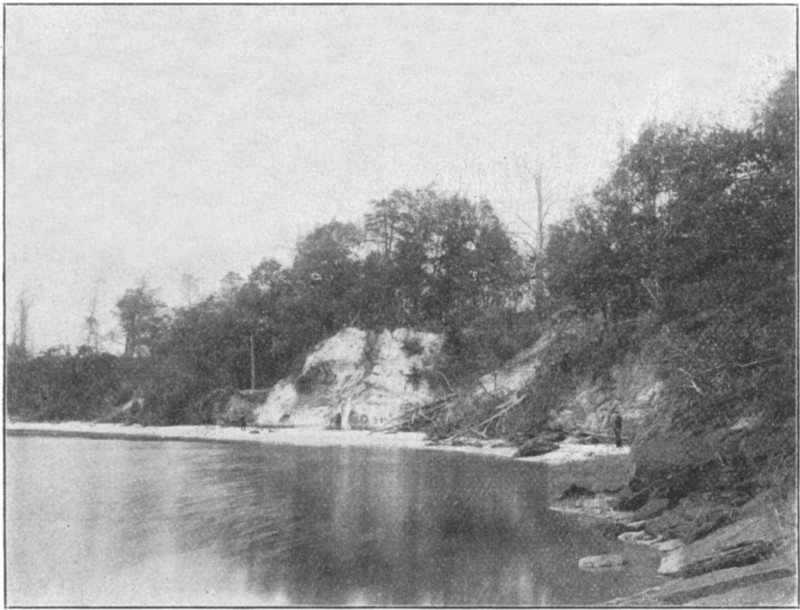
imagem de 1897

A Formação Raritan é uma formação geológica sedimentar Cretácea (Turoniana) da Planície Costeira Atlântica.

## Fósseis
Restos de dinossauros estão entre os fósseis que foram recuperados da formação, embora nenhum ainda tenha sido atribuído a um gênero específico. Um tiranossauroide semelhante ao Appalachiosaurus é conhecido da formação.
Muitos fósseis de plantas foram recuperados do Raritan.